# Paul Kupelwieser
Paul Kupelwieser (Beč, 1. veljače 1843. - Beč, 20. ožujka 1919), poduzetnik i industrijalac. Sin poznatog austrijskog slikara i profesora na bečkoj akademiji Leopolda Kupelwiesera. Studirao je na rudarskoj akademiji u Leobenu (Štajerska), nakon čega se bavio istraživanjem tehnologije visokih peći u proizvodnji čelika.
U kratkom razdoblju radio je u Bessemer čeličani u Andritzu kod Graza, od 1872. rukovodio čeličanom i valjaonicom željeza u Ternitzu (Donja Austrija), a između 1876. i 1893. vodi uspješnu željezaru u Vitkovicama (u današnjoj Češkoj), najveću u Austro-Ugarskoj i jednu od najvažnijih u tadašnjoj Europi. Kao voditelj metalurške industrije, zaslužan je za mnoge inovacije kao npr. izvedba kotača za lokomotive i vagone iz jednog komada. Kupelwieserove veze s Istrom javljaju se tijekom vođenja željezare u Vitkovicama, koja je isporučivala čelik za pulske utvrde. Godine 1884. osobno je posjetio Pulu, te se nakon obilaska šire okolice grada uvjerio u gospodarsku zapuštenost toga dijela Austro-Ugarske monarhije. Nakon stvaranja želje za ostvarivanjem profita u Istri, u kolovozu 1893. otkupio je brijunsko otočje od izvjesnoga burzovnog mešetara Wildija za svotu od 75.000 forinti. Brijuni su tada bili zapušteni i malarični, a Kupelwieser je na njima namjeravao uspostaviti poljoprivredno gospodarstvo te kulturni centar vezan za tada rastuću vojnu luku Pulu. Na otočje je 1894. doveo šumarskoga stručnjaka Alojza Čufara, koji je smjesta započeo sa sanacijom područja (uređivanje rasadnika, korištenog za kasnije pošumljavanje, melioracija zemlje, gradnja cesta i dr.). Čufar je do svoje smrti 1907. godine bio upravitelj Brijuna u trenucima Kupelwieserove odsutnosti.  Za potrebe svojeg posjeda Kupelwieser je nabavio dva parobroda, jedan za prijevoz tereta, a drugi za putničke i poštanske svrhe. Kako je prepreka daljnjem razvoju Brijuna bila malarija, od koje je i sam obolio te umalo umro, pozvao je poznatoga njemačkog bakteriologa Roberta Kocha da svoje eksperimente, koji su imali za cilj čišćenje područja od malarije, nastavi na Brijunima. Koch je sa svojim suradnicima na Brijunima radio 1900. i 1901., te je naposljetku malarija bila iskorijenjena. Izvještaj o eliminaciji malarije s Brijuna Kupelwieser je 1901. sam sastavio i poslao u Beč, s ciljem da bude od koristi i ostalim dijelovima Austro-Ugarske u kojima je postojao problem malarije. Od 1903. rješava problem dovoda pitke vode na Veli Brijun, te je u to vrijeme postavio cijev za dovod vode s istarskog kopna. U cilju stvaranja kulturnog centra, uredio je pristanište, sagradio pet hotela, bazene s grijanom morskom vodom, te su Brijuni uskoro postali cijenjena destinacija za odmor najuglednijim ličnostima Austro-Ugarske i Njemačke. S istim ciljem, na Brijune je doveo arheologa Antona Gnirsa koji je na njima obavio značajna iskapanja velikoga broja arheoloških lokaliteta. Također, 1910. je uveo redovnu liniju Brijuni-Pula s prvim putničkim brodom na dizelski pogon u svijetu. Da bi što bolje reklamirao turističku ponudu Brijuna, do početka Prvoga svjetskog rata izdavao je tjednik na njemačkom jeziku „Brioni Insel Zeitung". Od gospodarskih aktivnosti, na Brijunima je pokrenuo proizvodnju vina i mliječnih proizvoda .
Osim Brijuna, Kupelwieser je kupio područje od 500 ha u Valturi, gdje je držao stoku i imao vinograde. Međutim, što je važnije, imao je viziju stvaranja nove trgovačke i putničke luke koja bi u Istri stasala uz Pulu kao vojnu luku. Za tu svrhu odabrao je Medulinski zaljev, gdje je najprije kupio poluotok Vižulu, a kasnije i cijelo istočno krilo zaljeva, a sve je to imao namjeru povezati sa željeznicom Divača-Pula.  Međutim, taj plan nije uspio, a posjed je prodao predsjedniku tršćanskoga brodogradilišta J. G. Hütterottu.
Godine 1918., nedugo prije njegove smrti, u Beču je tiskana Kupelwieserova autobiografija pod nazivom „Iz sjećanja starog Austrijanca". Silom povijesnih okolnosti, Paul Kupelwieser nije bio nakon smrti pokopan na Brijunima, kako je on to oporučno poželio u mauzoleju obitelji Kupelwieser kraj svoje supruge Marije umrle 1915. godine, već u Beču. Upravljanje otočjem preuzeo je Paulov sin Karl.

## Vanjske poveznice
- http://www.np-brijuni.hr/kulturno_povijesna_bastina/osobe_koje_morate_upoznati
- http://povijest.hr/nadanasnjidan/paul-kupelwieser-bogati-austrijanac-koji-je-kupio-brijune-1843/